# Rumania en los Juegos Olímpicos de Montreal 1976
Rumanía estuvo representada en los Juegos Olímpicos de Montreal 1976 por un total de 157 deportistas que compitieron en 11 deportes.  
El portador de la bandera en la ceremonia de apertura fue el luchador Nicolae Martinescu.

## Medallistas
El equipo olímpico rumano obtuvo las siguientes medallas:
| Nombre                                                                                           | Deporte            | Competición                  |
| ------------------------------------------------------------------------------------------------ | ------------------ | ---------------------------- |
| Oro                                                                                              |                    |                              |
| Nadia Comăneci                                                                                   | Gimnasia artística | Concurso completo ind. F     |
| Nadia Comăneci                                                                                   | Gimnasia artística | Asimétricas F                |
| Nadia Comăneci                                                                                   | Gimnasia artística | Barra de equilibrio F        |
| Vasile Dîba                                                                                      | Piragüismo         | K1 500 m M                   |
| Plata                                                                                            |                    |                              |
| Equipo                                                                                           | Balonmano          | Torneo M                     |
| Simion Cuțov                                                                                     | Boxeo              | Ligero (60 kg) M             |
| Mircea Simon                                                                                     | Boxeo              | Pesado (+81 kg) M            |
| Teodora Ungureanu                                                                                | Gimnasia artística | Asimétricas F                |
| Gabriela Trușcă Georgeta Gabor Anca Grigoraș Mariana Constantin Teodora Ungureanu Nadia Comăneci | Gimnasia artística | Concurso completo por eqs. F |
| Gheorghe Berceanu                                                                                | Lucha grecorromana | 48 kg M                      |
| Nicu Gângă                                                                                       | Lucha grecorromana | 52 kg M                      |
| Ștefan Rusu                                                                                      | Lucha grecorromana | 68 kg M                      |
| Gheorghe Danielov Gheorghe Simionov                                                              | Piragüismo         | C2 1000 m M                  |
| Bronce                                                                                           |                    |                              |
| Gheorghe Megelea                                                                                 | Atletismo          | Jabalina M                   |
| Victor Zilberman                                                                                 | Boxeo              | Wélter (67 kg) M             |
| Alexandru Năstac                                                                                 | Boxeo              | Medio (75 kg) M              |
| Costică Dafinoiu                                                                                 | Boxeo              | Semipesado (81 kg) M         |
| Dan Irimiciuc Ioan Pop Marin Mustață Corneliu Marin Alexandru Nilca                              | Esgrima            | Sable por eqs. M             |
| Danuț Grecu                                                                                      | Gimnasia artística | Anillas M                    |
| Nadia Comăneci                                                                                   | Gimnasia artística | Suelo F                      |
| Teodora Ungureanu                                                                                | Gimnasia artística | Barra de equilibrio F        |
| Roman Codreanu                                                                                   | Lucha grecorromana | +100 kg M                    |
| Stelică Morcov                                                                                   | Lucha libre        | 90 kg M                      |
| Ladislau Șimon                                                                                   | Lucha libre        | +100 kg M                    |
| Vasile Dîba                                                                                      | Piragüismo         | K1 1000 m M                  |
| Policarp Malîhin Larion Serghei                                                                  | Piragüismo         | K2 500 m M                   |
| Ioana Tudoran Maria Micșa Felicia Afrăsiloaie Elisabeta Lazăr Elena Giurcă                       | Remo               | Cuatro scull (W4x) F         |